# Xor DDoS
Xor DDoS – koń trojański, służący do atakowania systemów opartych na Linuksie i wykorzystywania ich do przeprowadzania ataków DDoS, których siła sięga ponad 150Gb/s.
Aby zdobyć dostęp do atakowanego systemu wirus przeprowadza atak metodą brute force, aby poznać hasło do usług administracyjnych Linuxa. Po zdobyciu haseł do systemu Xor DDoS używa uprawnień root'a, aby pobrać swoje części składowe i je zainstalować w atakowanym systemie. Wirus najprawdopodobniej został zaprogramowany w Azji, podejrzenie to jest uzasadnione pierwszymi celami ataków, które były zlokalizowane w Azji. Koń trojański zaprogramowany został docelowo na architekturę ARM i wersje 32 bitowe systemów. Xor DDoS zaprogramowany został w C/C++.